# Les Velluire-sur-Vendée
Les Velluire-sur-Vendée is een fusiegemeente (commune nouvelle) in het Franse departement Vendée (regio Pays de la Loire). De plaats maakt deel uit van het arrondissement Fontenay-le-Comte. Les Velluire-sur-Vendée is op 1 januari 2019 ontstaan door de fusie van de gemeenten Le Poiré-sur-Velluire en Velluire.

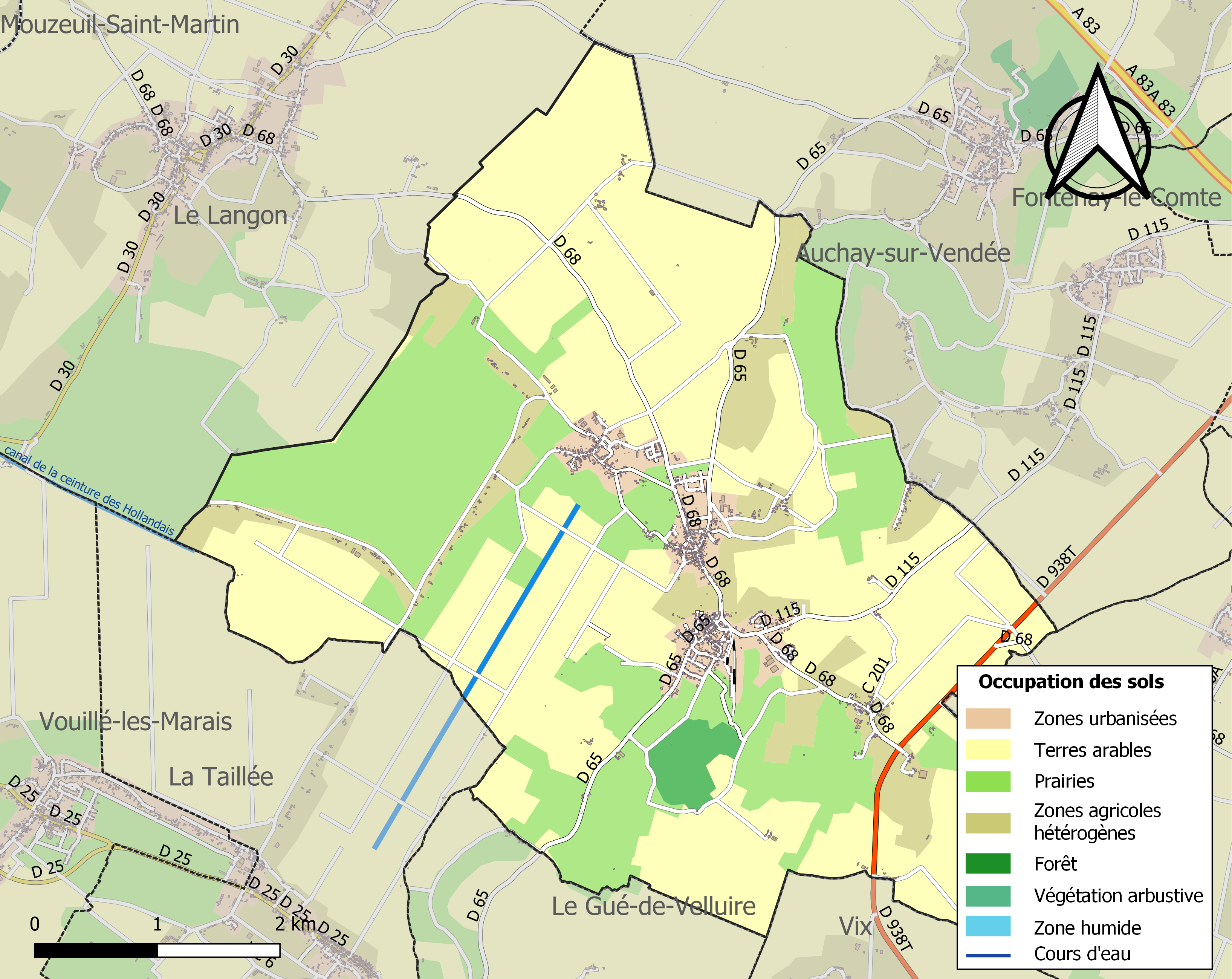
Kaart van de gemeente met de belangrijkste infrastructuur, bodemgebruik en omliggende gemeenten

## Demografie
Onderstaande figuur toont het verloop van het inwonertal (bron: INSEE-tellingen).
Les Velluire-sur-Vendée telde in 2017 1381 inwoners.